# Nkayi
Nkayi este un oraș din Republica Congo. Este un mare producător de zahăr.